# Kovács Katáng Ferenc
Kovács Katáng Ferenc (Nyíregyháza, 1949. január 9.) író, költő, műfordító, szerkesztő.

## Életútja
A Budapesti Műszaki Egyetemen szerzett villamosmérnöki diplomát. 1982 óta él Norvégiában. Az Oslói Egyetem Média és Kommunikációs Intézetének médiamérnöke. Oktatástechnológiával, interaktív multimédiával, filmezéssel foglalkozik.
Fest, rajzol, kiállításai voltak Magyarországon, Bulgáriában, Norvégiában. Illusztrációi jelennek meg folyóiratokban, szépirodalmi kötetekben. Szerkesztőhelyettese az Ághegy és a Magyar Liget c. magyar nyelvű skandináv irodalmi folyóiratoknak.

## Kötetei
- Ablaklakók csillagközelben; Orpheusz Kiadó, Budapest, 2019 ISBN 9786155886140
- Vizek egymás között. A Feketeügy (alias Gaál Zoltán), a Bujdosi-tó (alias Kovács katáng Ferenc); Napkút Kiadó, 2018 ISBN 9789632637655
- Hegyek egymás között. A Cenk-hegy (alias Gaál Zoltán), a Tokaji-hegy (alias Kovács katáng Ferenc); Cédrus Művészeti Alapítvány–Napkút, Budapest, 2016
- Ajánlott versek 3. Álomképek oldalvizén; Pont, Budapest, 2016
- Fák egymás között (versek, Gaál Zoltán társszerzővel, Ághegy könyvek, 2014)
- Krúdy-kalucsni, Hamsun-köpönyeg (próza, Napkút, 2013)
- Ajánlott versek 2. (versek, Pont Kiadó, 2012)
- Ajánlott versek (versek, Pont Kiadó, 2009) ISBN 9789637265914
- Északi ellenszélben (esszék, Nagyvilág Kiadó, 2008)
- Soha ne kérj bocsánatot! (versek, Napkút, 2005) ISBN 9638478012
- Hazafelé (novellák, MZSMVK, Nyíregyháza, 2004) ISBN 9637281495
- Körnégyszög (dráma, magyar, angol és norvég nyelven P. Háza, 2000)ISBN 9630043300
- A napok maradéka (novellák, Új mandátum, 1998) ISBN 9638294507
- Nincs többé… (dráma, Színháztörténeti Intézet, 1997) ISBN 9639000019
- Olvasópróba előtt – „Ibsen: Jon Gabriel Borkman” (esszé, Színháztörténeti Intézet, 1996)
- Színrevalók – „Ibsen én vagyok”, „Énekek éneke” (drámák, Nemzeti TK, 1995) ISBN 963-18-6873-7

### Antológiák (szerkesztő, fordító)
- Télidő-kontinuum; szerk. Kovács Katáng Ferenc; Napkút, Budapest, 2017
- Jégszivárvány – A legújabb norvég drámák (Napkút, 2014)
- Hamsun gyermekei (Napút, 2011)
- Ungarsk Samtidslitteratur (Nordahl & Eftf. 3-4, Oslo 2007)
- Ibsen én vagyok (Európai kulturális füzetek 24. szám 2007)
- Különös, fehér csend – Mai svéd irodalom (Nagyvilág 3. szám, 2006)
- Ungarsk litteratur i samtiden (Kuiper 01. Oslo, 2005)
- Új tengert kéne teremteni – A norvég irodalom ma (Nagyvilág, 2005)
- Északi fuvallat – Norvég ifjak (VárUcca műhely, Veszprém 2004)
- A mai dán irodalom (Magyar Napló 2. szám, 2004)
- Mai norvég irodalom (Magyar Napló 7. szám, 1998)
- Norvég minta (POLISZ 36. szám, 1998)

### Fordításkötetek
- Marte Huke: Természetrajz – regény (Napkút, 2017) ISBN 9789632636818
- Jégszivárvány – A legújabb norvég drámák (Napkút, 2014)
- Jørgen Lorentzen: Az apaszerep Norvégiában, 1850-2012 (pedagógia, Kunszenti Ágnessel, Pont Kiadó, 2014)
- Arne Svingen: Hubert kalandjai (ifjúsági regény, Pont Kiadó, 2013)
- Linn T. Sunne: Tolvaj a hegyen (ifjúsági regény, Napkút, 2013)
- Tina Åmodt: Betonpróza (szövegek, Pont Kiadó, 2012)
- Cecilie Løveid: Maria Q (dráma, Napkút, 2012)
- Knut Hamsun: Furulya szólt a véremben (versek, Nagyvilág Kiadó, 2011)
- Gunnar Wærness: Teremj, világ! (képregény, Napkút, 2010)
- Helge Rønning: A lehetetlen szabadság (irodalomelmélet, Kunszenti Ágnessel, Nagyvilág Kiadó, 2012)
- Jon Fosse: Suzannah (dráma, Új világ Kiadó, 2007)
- Ari Behn: Rohadt szomorú (novellák, Nagyvilág Kiadó, 2007)
- Jostein Gripsrud: Médiakultúra (médiaelmélet, Kunszenti Ágnessel, Új Mandátum, 2007)
- Knut Hamsun: Élettöredékek (novellák, Nagyvilág Kiadó, 2006)
- Északi Fuvallat – norvég kortárs antológia (Új Mandátum, 2004)
- Roald Nygård: Cselekvő vagy bábu (médiaelmélet, Kunszenti Ágnessel, Új Mandátum, 2003)
- Cecilie Løveid: Ludwig W (dráma, Masszi Kiadó, 2000) ISBN 9638601566
- Svennik Høyer: Kis beszélgetések, nagy médiumok (médiaelmélet, Kunszenti Ágnessel, Nemzeti TK, 1999) ISBN 963-190-326-5
- Anita Werner: A tévé-kor gyermekei (médiaelmélet, Kunszenti Ágnessel, Nemzeti TK, 1998)
- Jon Fosse: A gyermek (dráma, Színháztörténeti Intézet, 1997)
- Jon Fosse: Valaki jönni fog (dráma, Nemzeti TK, 1995)

## Elismerések
- Köztársasági Elnöki arany emlékérem, 1999
- Xantus János-emlékplakett, 2005
- A Magyar Kultúra Lovagja, 2006
- Oslói Egyetem Bölcsészkar „népszerűsítés” díj jelölt, 2008
- Neumann J. Számítógéptudományi Társaság: az év távoktatója, Multimédia az oktatásban gyűrű, 2011
- Köztársasági Érdemrend Lovagkeresztje, 2012
- Cédrus Művészeti Alapítvány Napút műfordítói[1] Hetedhét-díja, 2017